# Myriad
Myriad（ミリアド）は、ロバート・スリムバックとキャロル・トゥオンブリーがデザインした欧文書体で、ヒューマニスト・サンセリフに属する。Frutigerに類似した書風で、アドビやAppleなど、多くの企業でコーポレートフォントに採用された例がある。

## 種類

### Myriad Pro
「Proportional」「Condensed」「SemiCondensed」「SemiExtended」の4タイプを設定。ウェイトは「Light」「Regular」「Semibold」「Bold」「Black」の5種類。それぞれ斜体を設け、全40種類。

### Myriad Web Pro
「Regular」「Regular-Bold」「Regular-Italic」「Condensed」「Condensed-Italic」の全5種類。
Myriad Proと違い、ディスプレイ上で表示されることを前提に視覚的な調整を行っている。

## 同梱されているソフトウェア
アドビのソフトウェア製品の多くに同梱されている。
Adobe CC
Adobe FontsによりMyriad Proの全40種類が利用できる。(Myriad | Adobe Fonts)
Adobe Acrobat Reader DC
ウェイトは「Regular」「Bold」の2種類。それぞれに斜体があり、全4種類のみ同梱されている。
Adobe Photoshop Album Mini 3.0
Myriad Web Proの5種類が同梱された。

## 使用例

### Apple
Appleは2002年4月29日から2017年1月24日まで、Myriadをコーポレートフォントとし、製品ロゴとして製品やパッケージ、ウェブサイトで利用した。以降はSan Franciscoに切り替えられた。
第3世代iPodでは、Myriadと類似しているPodium Sansが使用された。

### Rolls-Royce
ロールス・ロイスのロゴに使用されている。

### ANA (全日本空輸)
機体の塗装や機内誌、ウェブサイトなどで利用されている。

### 名古屋市交通局
2016年から乗客誘導サインの欧文フォントとして採用。地下鉄・市バスの路線図や駅名標などに使用されている。

### 東京急行電鉄→東急/東急電鉄
2000 - 2010年代に製造された5000系・6000系などの車両番号のフォントとして採用。2021年に製造された3000系増結車両もこのフォントである。(他の3000系は平成ゴシック系の書体) しかし2020･3020･6020系以降はCentury Gothicに移行した。